# Llewellyn Vaughan-Lee

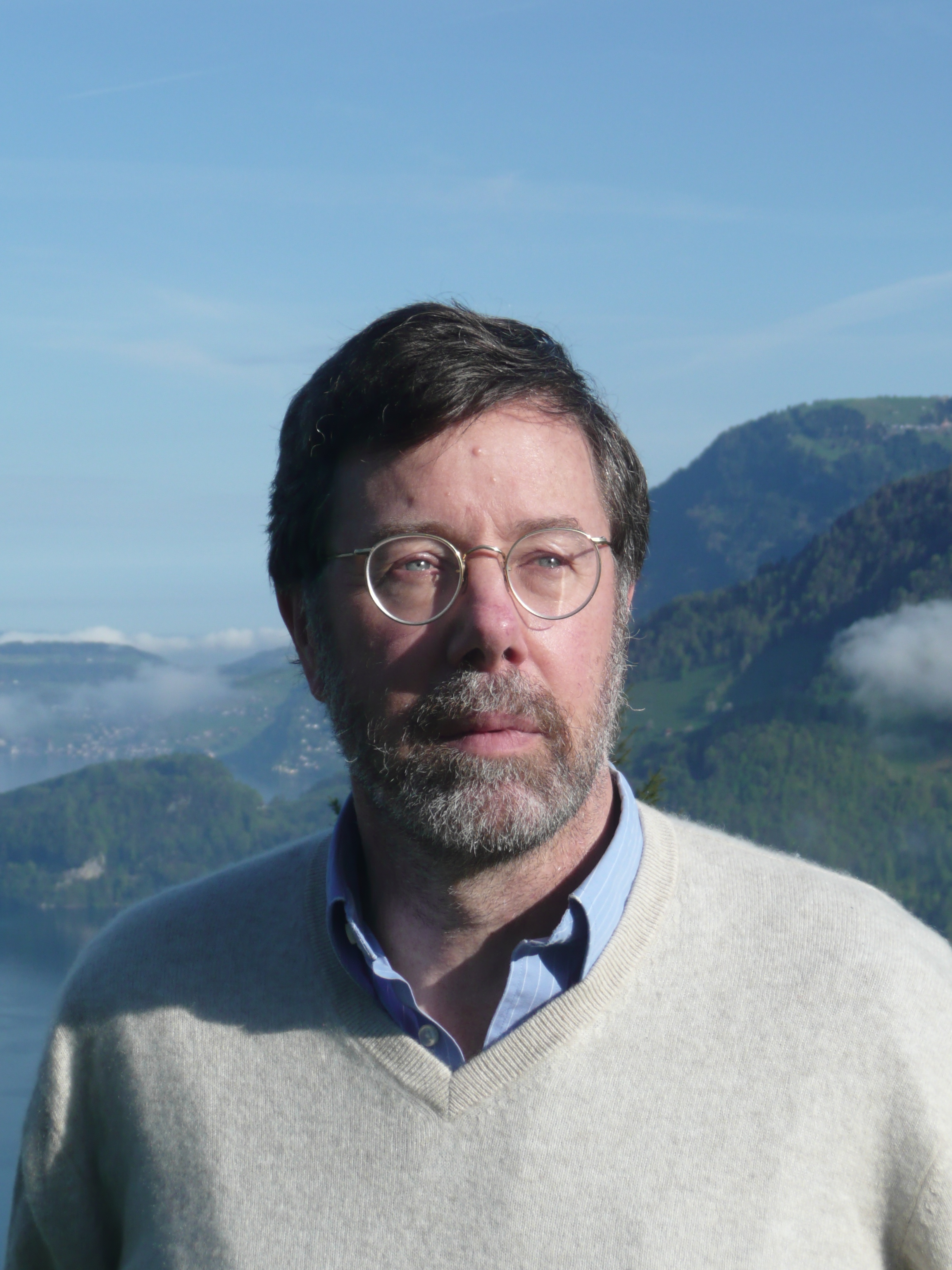
Llewellyn Vaughan-Lee (2014)

Llewellyn Vaughan-Lee (* 1953 in London) ist ein Sufi-Mystiker und Liniennachfolger des Naqshbandiyya-Mujaddidiyya Sufi-Ordens. Er hielt im erheblichen Umfang Vorträge und ist Autor zahlreicher Bücher über Sufismus, Mystik, Traumarbeit und Spiritualität.

## Leben und Ausbildung
Llewellyn Vaughan-Lee wurde 1953 in London geboren. Im Alter von 19 Jahren begann er dem Naqsbandiyya-Mujaddidiyya Sufi-Pfad zu folgen, nachdem er Irina Tweedie, Autorin von: Der Weg durchs Feuer. Tagebuch einer spirituellen Schulung durch einen Sufi-Meister, begegnet war. Er wurde der Nachfolger von Irina Tweedie und Lehrer im Naqshbandiyya Sufi-Orden.
1991 zog er nach Nordkalifornien und gründete dort das Golden Sufi Center, um die Lehren dieser Sufi-Linie zugänglich zu machen. Derzeit lebt er in Kalifornien.

## Werk
Llewellyn Vaughan-Lee ist Autor zahlreicher Bücher und hielt viele Vorträge in den USA, in Kanada und Europa über Sufismus, Mystik, die Psychologie C.G. Jungs und Traumarbeit. Sein Spezialgebiet ist die Traumarbeit, wobei er die alte Sufi-Methode der Traumdeutung mit den Erkenntnissen der Psychologie C.G. Jungs verbindet. Seit dem Jahr 2000 liegt der Schwerpunkt seines Schreibens und Lehrens auf der spirituellen Verantwortung in der heutigen Zeit des Übergangs und auf dem erwachenden globalen Bewusstsein der Einheit. In letzter Zeit hat er über das Weibliche geschrieben, über die Weltseele, die anima mundi und über das noch junge Gebiet der Spirituellen Ökologie. Er war auch Gastgeber mehrerer Sufi-Konferenzen, um verschiedene Sufi-Orden in Nordamerika zusammenzubringen.
Seine anfängliche Arbeit von 1990 bis 2000, einschließlich seiner ersten 11 Bücher, hatte das Ziel, westlichen Suchern den Sufi-Pfad näher zu bringen. Der Schwerpunkt der zweiten Serie seiner Bücher, beginnend im Jahr 2000 mit The Signs of God (deutsche Ausgabe: Die Zeichen Gottes) liegt auf den spirituellen Lehren von der Einheit und wie sie in unser gegenwärtiges Leben gebracht werden können, und schließt mit dem letzten Buch der Reihe: Alchemy of Light (deutsche Ausgabe: Alchemie des Lichts). Er ist Herausgeber und Mitverfasser der 2013 erschienenen Anthologie: Spiritual Ecology. The Cry of the Earth, (Neuausgabe 2016, deutsche Ausgabe: Spirituelle Ökologie: Der Ruf der Erde). Im selben Jahr folgte die Veröffentlichung seines Buchs: Darkening of the Light. Witnessing the End of an Era. Sein jüngstes Buch ist Seasons of the Sacred: Reconnecting to the Wisdom Within Nature and the Soul (deutsche Ausgabe: Der Rhythmus des Heiligen. Eine Rückkehr zu den Jahreszeiten von Natur und Seele). Im Herbst 2022 startete er eine Podcast-Serie: „Geschichten für eine lebendige Zukunft“ über die Notwendigkeit, unser Bewusstsein wieder mit der lebendigen Erde zu verbinden, was er „Tiefenökologie des Bewusstseins“ nennt.
Llewellyn trat in zwei Filmen auf: ONE: The Movie und Wake Up. Er erschien auch in der Fernsehreihe Global Spirit und wurde im August 2012 von Oprah Winfrey für ihre Serie Super Soul Sunday interviewt. Er schreibt regelmäßig Beiträge für verschiedene Sufi-Magazine, so für Parabola und andere Zeitschriften und Websites. Er verfasste auch für die Huffington Post zwischen 2010 und 2017 eine Serie von Blogs. Im Herbst 2015 brachte Parabola ein umfangreiches Interview mit Llewellyn Vaughan-Lee über sein Leben und sein Werk heraus, mit dem Titel: Part of an Ancient Story: A Conversation with Llewellyn Vaughan-Lee. 2019 interviewte ihn Björk für ihr Cornucopia Tour Book.

## Veröffentlichungen
- The Lover and the Serpent: Dreamwork within a Sufi Tradition (1990), dt.: Spirituelle Traumarbeit – Träume als Ratgeber und Wegweiser auf dem Sufi-Pfad des Herzens (1992)
- The Call and the Echo: Sufi Dreamwork and the Psychology of the Beloved (1992); Neuausgabe 1998 mit dem Titel: Catching the Thread: Sufism, Dreamwork, and Jungian Psychology
- The Bond with the Beloved: The Mystical Relationship of the Lover and the Beloved (1993), dt.: Der Liebesbund – Psychologische und spirituelle Aspekte des mystischen Weges (1993)
- In the Company of Friends: Dreamwork within a Sufi Group (1994)
- Travelling the Path of Love: Sayings of Sufi Masters (1995), dt.: Die Karawane der Derwische – Die Lehren der großen Sufi-Meister (1997)
- Sufism: The Transformation of the Heart (1995), dt.: Transformation des Herzens – Die Lehren der Sufis (1996)
- The Paradoxes of Love (1996)
- The Face Before I Was Born: A Spiritual Autobiography (1997, Neuausgabe 2009 mit neuer Einleitung und Nachwort), dt.: Das verborgene Gesicht der Liebe – Die spirituelle Autobiographie eines modernen Sufi (1998)
- Catching the Thread: Sufism, Dreamwork, and Jungian Psychology (1998)
- The Circle of Love (1999)
- Love is a Fire: The Sufi's Mystical Journey Home (2000)
- The Signs of God (2001), dt.: Die Zeichen Gottes (2001)
- Working with Oneness (2002), dt. Mit der Einheit arbeiten (2002)
- Light of Oneness (2004), dt.: Licht der Einheit (2004)
- Moshkel Gosha: A Story of Transformation (2005)
- Spiritual Power: How It Works (2005; überarbeitete Neuausgabe 2019), dt.: Spirituelle Macht (2005)
- Awakening the World: A Global Dimension to Spiritual Practice (2006)
- Alchemy of Light: Working with the Primal Energies of Life (2007; überarbeitete Neuausgabe 2019), dt.: Alchemie des Lichts – Die Arbeit mit den Urenergien des Lebens (2008)
- The Return of the Feminine and the World Soul (2009), dt.: Die Matrix des Lebens – Das heilige Weibliche und die Wandlung der Welt (2011)
- Fragments of a Love Story: Reflections on the Life of a Mystic (2011), dt.: Fragmente einer Liebesgeschichte – Betrachtungen über das Leben eines Mystikers (2012)
- Prayer of the Heart in Christian and Sufi Mysticism (2012), dt.: Das Herzensgebet -Der direkte Weg ins göttliche Mysterium (2013)
- Spiritual Ecology: The Cry of the Earth (2013, erweiterte Neuausgabe 2016), dt.: Spirituelle Ökologie – Der Ruf der Erde (2015)
- Darkening of the Light: Witnessing the End of an Era (2013)
- Within the Heart of Hearts: A Story of Mystical Love (2015), dt.: Im Herz der Herzen -Eine Geschichte der mystischen Liebe (2016)
- For Love of the Real: A Story of Life's Mystical Secret (2015), dt.: Aus Liebe zum Wirklichen – Eine Geschichte vom mystischen Geheimnis des Lebens (2017)
- Spiritual Ecology: 10 Practices to Reawaken the Sacred in Everyday Life (2017), dt.: Das Heilige im Alltag wieder entdecken – Spirituelle Ökologie in der Praxis (2018)
- Including the Earth in Our Prayers: A Global Dimension to Spiritual Practice (2019, überarbeitete Neuausgabe von Awakening the World), dt.: Heilung für die Erde – Spirituelle Verantwortung in einer Zeit globaler Krise (2019), ISBN 978-1-941394-30-4
- Handbook for Survivalists: Caring for the Earth – A Series of Meditations (2020), dt.: Handbuch für Überlebenskünstler – Sorge tragen für die Erde – Meditative Betrachtungen (2021)
- Seasons of the Sacred: Reconnecting to the Wisdom Within Nature and the Soul (2021), dt.: Der Rhythmus des Heiligen – Eine Rückkehr zu den Jahreszeiten von Natur und Seele (2022)
- Seeding the Future: A Deep Ecology of Consciousness (2022), dt.: Samen für eine neue Welt – Eine Tiefenökologie des Bewusstseins (2022)